# 桑原和真
桑原和真（くわばら かずま）は、冨樫義博の漫画およびそれを原作としたアニメと映画『幽☆遊☆白書』に登場する架空の人物。担当声優は千葉繁。実写ドラマ版の演者は上杉柊平。

## 人物・来歴
皿屋敷中学2年（魔界の扉編からは3年）。自称・浦飯幽助の永遠のライバルであり、浦飯チームのムードメーカー。熱くなりやすく喧嘩っ早いが犯罪を非常に嫌い（幽助曰く「あいつ（桑原）は万引きやカツアゲの類は一切やらねーよ」）、人一倍仲間想いで情に脆い性格で不良仲間たちからも慕われている。ただし未成年ながらに飲酒の習慣はあることが示唆されている。大の猫好きでもあり、永吉を初めとした数匹の猫を飼っている。父親譲りの高身長の持ち主で中学生時に既に180cmを超えており、高校生では194cmである自身の父親と身長差がほとんどない。
幽助に幾度となくケンカを売り、いつも叩きのめされながらも挑戦を続けている。初登場回での幽助との対戦成績は0勝156敗（原作第1話）であり、劇中で幽助には一度もケンカでは勝てなかったが幽助を騙すことは上手い。仮復活中の幽助とのやり取りや（原作のみ）永吉を助けてもらってからは幽助に友情も抱くようになる。幽助とは3年からは同じクラス。幽助のことは、基本「浦飯」と呼ぶが、時折「幽助」と呼ぶこともあった。
前述の通り、4人の中では屈指のモラリストで、人格的に問題のあるキャラの言動には頭を悩ませている。情に篤い点でも、魔界編ではそれぞれに事情があったとはいえ幽助・蔵馬・飛影が敵陣営に入ると聞いた際には到底納得がいかず、憤懣を露わにしていた。
強い霊感を持っており、金縛りに遭うなどの現象が長く続いていた。乱童編ではそのことを幻海に相談するつもりで幻海邸を訪れたが、そこで行われた霊光波動拳門下生選考会に成り行きで参加。武蔵と対戦した際に霊剣を出現させるなど本格的に霊力が開花。この一件以降幽助と共に様々な事件の解決を手伝うようになる。浦飯チームにおいてはサブリーダー的存在となり、幽助不在時にはリーダー格としても活動した。大会での戦績自体は6戦2勝とチームで最も勝率が低いが強敵である戸愚呂兄に勝利したり、瀕死の状態なのにもかかわらず吏将に勝利するなど実力は確実に上がっている。ちなみに選考会での霊撃力は129、霊気量は57、霊感応力は15勝0敗。
当初は四聖獣戦を最後に戦いから退くつもりでいたが一目惚れした雪菜救出に赴き、それにより、暗黒武術会に出場することになった際には雪菜を守るために自分の名を裏社会に轟かせるという決意を固めた。雪菜に対しては自分のことを色々とアプローチしているが雪菜が恋を分かっていないゆえに恋仲への進展はなかった。アニメでは幽助たちが魔界へ行っている間に幻海の元で暮らす彼女の元へ足しげく通っている姿も描かれた。その雪菜が飛影の双子の妹であることは最後まで知らされなかった。
蔵馬とは最初こそ彼に対して（薔薇を武器に使用するため）いけ好かないと発言したこともあるが早い段階で打ち解け、暗黒武術会に向けての特訓も施してもらった（蔵馬自身は「特訓につきあわされて」と発言）。アニメ版では志保利の再婚式に桑原も出席した。蔵馬曰く「特訓で分かったが、桑原くんは実戦で初めて力が出るタイプ」とのこと。
飛影とは初めて会ったときから犬猿の仲であり、飛影が桑原に対して、嫌味や皮肉を言い、桑原が飛影に憤っている光景が何度も描かれたが互いのことを認め合ってもいる。アニメ版では暗黒武術会に向けての練習相手に桑原は蔵馬だけでなく飛影にも付き合ってもらったが飛影は手加減をしており、途中からは蔵馬に任せた。
当初は理科のテストで7点という幽助に勝るとも劣らない劣等生だったが舎弟の大久保を助けるために次のテストで50点というボーダーラインをクリアしてからは勤勉学生に。幽助たちが魔界へと旅立ってからは事実上戦いから一線を退き、勉学の道に進む。周囲の人間に無謀と笑われながらも猛勉強の末、骸工大付属高校に補欠合格する。
アニメ版では「漢、桑原〜!」と何かに付けて口上を叫んだり、原作より軽い面もある。雪菜に惚れる以前はぼたんに惚れたこともあり、原作では呼び捨てなのに対しアニメ版では「ぼたんちゃん」とも呼んでいる（ぼたんも桑原のことは原作では「桑原くん」と呼んでいるがアニメ版では「桑ちゃん」と呼ぶこともある）螢子に対しても原作では名字で呼んでいるがアニメ版では「螢子ちゃん」と名前で呼ぶことのほうが多い。ただし、雪菜に惚れた後は他の女子に興味を持つことはなかった。
ミュージックバトル1の暗黒音楽会では音楽の授業はサボっていたためにリズム音痴だったが、仲間たちと共に音痴克服メトロノームで音痴を改善して参加。浦飯バンドではドラムを担当。ミュージックバトル2の「戦士の空腹」では和食を食べに行こうと提案していた。
主要キャラの4人の中で一番ルックスが良くない（飛影曰く「つぶれた顔」、死々若丸曰く「失敗ヅラ」）。なおこの事柄についていは「もしも『聖闘士星矢』の主人公5人とチーム同士で戦ったら」という編集部のお遊び企画で桑原が美形ではないという理由から星矢チームの勝利とするなど半ばネタと化している。
名前の由来は作者の冨樫によると名字はおまじないの「くわばらくわばら」、その後に「漢字を当ててみたらPL学園出身のプロ野球選手を一字ずつもらった形になったため名前の方ももらった」とのこと。
キャラクター人気投票では第1回・第2回、連載終了後の誌上企画全てで4位にランク入り。
アニメでのキャスティングは、阿部紀之は当初から「千葉繁にしよう」という思いがあり、プロデューサーもそう考えていたことと語っている。水本完も「みんなの意向で決まった」と語り、「千葉くんのやっているすばらしい」と評し、原作者の冨樫も「（千葉は）自分より桑原というキャラを理解してくださっている」と評している。

## 能力
霊感が強く、霊や妖怪の気配を感じ取る能力に優れる。魔性の森や迷宮城迷路においては危険な道を最短ルートで突破（アニメ版第18話では皿屋敷遊園地の巨大迷路も得意だったと発言）。ジャンケンの強さにも繋がっており、幻海の選考会のジャンケンゲームでは全勝、死々若丸との対戦相手を決めるジャンケンでも最終的には勝利している。その影響か非常時の運も極端によく、転移先が亜空間や宇宙すらありうる転移術を食らった際、2回連続で足で帰ってこれる場所（しかも全く同じ場所）に転移するだけで済んでいる。
幽助に毎日のように殴られていたことで耐久力も高い。暗黒武術会では鈴駒のデビルヨーヨーを何発も喰らってもダウンせず、鈴駒は負かすために「ヨーヨーで縛りつける」という搦め手を使わざるを得なかった程。吏将との戦いでは戦闘前に既に重傷であった上に一方的に攻撃され、必殺技のボンバータックルまで喰らったが不死身の如く立ち上がった（アニメ版では蔵馬から「攻撃に耐えているだけでも奇跡に近い」と評された）。戸愚呂兄の悪趣味な人形劇に本気でキレた時には一時的ではあるが戸愚呂兄の攻撃が皮膚に刺さらないほどになった。戸愚呂弟の手で心臓を握りつぶされた際にも生き延びており、飛影からは「桑原の防御力が予想以上に高かったんだろう」と推測されたが蔵馬は「戸愚呂は桑原くんを最初から殺す気はなかったんだと思う」と述べた。
他者の意識が流れ込むこともあり、戸愚呂兄弟戦では雪菜の意識が流れ込んだ際彼女が垂金にされてきた仕打ちを感じ取った。Dr.イチガキチームとの試合前、相手チームの人間の戦士たちの過去（師匠の三田村を救うためにイチガキの実験台にされる）を夢で見たことから彼らが本当は助けを求めていることを察し、捨て身の説得の末に重傷を負ってしまうが彼らが完全に操られていなかったために急所は外れて命拾いした。
雪菜への愛の力が発動すると瀕死の重傷を負っていても凄まじい力を発揮。それにより吏将に逆転勝利している。また垂金の屋敷内では雪菜へのテレパシーを行ってもいる。
仙水との戦いで魔界へ突入した際は扉にがっつかずに冷静に様子を見ていたB級の妖怪（戸愚呂弟と同クラス）に蔵馬や飛影と共に「4匹とも俺たちより遥かに上の力を持っていやがる」と評されており、次元刀だけでなく霊力自体もA級妖怪相当まで成長していたことが示されている。
これら以外にも雪菜救出時の戦闘では幽助と共に拳銃の銃弾を簡単に避けてみせたり、アニメ版では垂金邸の庭に仕掛けられた爆弾の爆発に巻き込まれても幽助と共にバリアを張って回避する姿も見せた。

## 技
幽助同様霊能力に目覚めるまでは拳が最大の武器だったが、目覚めて以降は霊剣を主体とするようになった。作者曰く桑原が霊剣なのは幽助の霊丸と対比させてとのこと。
霊剣（れいけん） / 霊剣二刀流
霊気から作りだした剣であり、正式名称は霊気の剣（れいきのつるぎ）
武蔵との戦闘で破邪刀の折れた先端を媒体に本人も気づかぬうちに作りだした。幻海トーナメント終了後は自身の霊気だけで作れるようになる。
暗黒武術会に向けての特訓により二刀流も可能となったが、霊力消費は倍になるため船上での戦いと鈴駒戦でのみ使用。
形質変化のバリエーションが豊富であり、斬撃だけでなく打撃武器としても機能し、下記の派生技にも転じる。応用性に富む技である。
伸びる霊剣
刃先を伸ばした霊剣。先端が槍状に変化している。桑原は「剣よ伸びろ」の掛け声で伸ばすことが多い。
幻海トーナメント終了後に編み出し、迷宮城内にて修行の成果として幽助たちの前で初披露。鈴駒戦では上空から地上に叩き落された際に伸びる霊剣を地面に突き刺すことで激突を回避すると共に反動を利用して鈴駒への特攻を行った。
戸愚呂（兄）戦ではこれと下記の霊剣を曲げる技術を用いて、気付かれぬように霊剣を地中に潜らせて遠くに落とした試しの剣を拾い、そのまま試しの剣を遠隔操作して攻撃した。
曲がる霊剣
伸びる霊剣の応用技で、ジグザグ状に曲げる。
蔵馬との特訓で会得。鈴駒戦で初使用し、魔妖妖の糸の間を掻い潜り、鈴駒の腹部に直撃させた。
落合流首位打者剣（おちあいりゅうしゅいだしゃけん） / 帝京高校サヨナラツーラン（ホームラン）剣（ていきょうこうこう サヨナラツーラン（ホームラン）けん）
相手の技を霊気の剣で打ち返す。技名は桑原自身が発動時に命名しただけで、技そのものに違いはない。ゲームでは「首位打者剣」となっていることが多い。
落合流は少林戦で使用され、火掌発破拳を打ち返した。帝京は白虎の鳴虎衝壊波を打ち返そうとしたが、蔵馬から避けろと言われて未発動。帝京のほうはアニメ版では「代打逆転満塁ホームラン剣」とされた。
アニメ版では吏将に似たような技を用いて勝利している。
化け物の串刺しドーナツ・ヴァージョン
白虎の分身妖獣4匹相手に使用した技。橋に誘き出して一直戦に並んだ妖獣たちを伸びる霊剣で貫くも倒すまでには至らなかったことから、貫通状態のまま刃先を柱に引っかけて輪っか状に結ぶことで妖獣たちの動きを封じることに成功。飛影からは「非常識な技」と半ば呆れられた。
霊剣棒高跳び
伸びる霊剣を用いた棒高跳び。
白虎との戦いにおいて鳴虎衝壊波で破壊された後の足場を土台とし、そこからの奇襲でのパンチで白虎を濃硫酸（アニメでは溶岩）に叩き落した。
アニメ版では養殖人間との戦いでも使用し、塔の窓に飛び移ろうとするが失敗してしまい、蔵馬からは「遊んでいる場合じゃない」と言われてしまった。
劇場版第1作目では、幽助を先に行かせるために使用。
霊手裏剣 / 霊気手裏剣
幽助の技・ショットガンのように手裏剣状の霊気を散弾のように飛ばす技。
暗黒武術会での戸愚呂兄との試合において、幻海の死を嘲笑ったことへの怒りで霊気が高まったことで使用が可能となった。戸愚呂兄の身体を八つ裂きにすることに成功するが、桑原は霊気の放出系には慣れていない上に身体のダメージも大きかったせいで疲労（霊力使用）も著しく、脅威的な再生力を持つ戸愚呂兄に対しては決定打とはならなかった。
原作での使用は戸愚呂兄戦のみだがアニメ版では劇場用作品第2作目での魔舎裏戦でも使用。地中に向けて放ち、奇襲を行った。
必殺スペシャルソード
暗黒武術会の決勝戦前に鈴木から桑原に贈られた闇アイテム・試しの剣を使用することで発現。桑原の持ち味である回復力も高まったため、蔵馬からは「攻防一体の剣」と評された。
その切れ味は戸愚呂兄の身体も切り裂くほどで、戸愚呂兄からも警戒されたことから試しの剣を一度は奪われてしまう。
変形霊剣 / 巨大霊気棒
必殺スペシャルソード同様に試しの剣の効果で作り出した剣。刃の部分は巨大なラケット状となっている。
脅威的な再生能力を持つ上、心臓などの急所も自在に体内を移動できる戸愚呂兄に決定打を与えられずに苦戦する桑原の意志に応えて剣が変形。「俺の今の気分ぴったりに変形してくれやがった」と評した後、戸愚呂兄の全身を叩き潰して倒した。
次元刀（じげんとう）
対象を次元ごと断ち斬ることの出来る剣。対象物の強度や硬度にかかわらず次元ごと断ち斬ることが出来るため、破壊することは不可能とされていた魔界と現世を隔てる亜空結界すらをも斬り裂ける力を持つ。斬り裂いた空間の裂け目に入り込んで空間を隔てた場所や離れた場所へと移動することも可能。
試しの剣を使った副作用で霊力を失っていたところを御手洗に襲われた際に霊力復活と共に発動させた。意図して発現することができず、仲間のピンチ時などの感情が昂った状況でなければ出そうとしても普通の霊剣になる。使用したのは主に3回で、御手洗の水兵に閉じ込められた舎弟たちが溺死寸前になったことで初めて発動。空間越しに御手洗に斬撃を与えて撃破し、脱出した。2回目は蔵馬たちと共に樹の裏男に閉じ込められた状態で幽助と仙水の戦いを見届けることになった際に死ぬ覚悟を固めた幽助を助けたい一心で発動し、裏男を切り裂き脱出する。そのまま仙水を追って魔界へ向かい亜空間内で通行の邪魔になる結界を切り裂き、仙水との戦いでも使用したが仙水に当たることはなかった。ただ仙水は絶対的な防御力を誇る聖光気で全身を包んでいるため、飛影の邪王炎殺黒龍波や邪王炎殺剣でさえもノーガードで受け止めていたが、アニメの戦闘シーンでは桑原の次元刀の斬撃だけは一度も受け止めることなく常に避けて対応していた。原作では桑原が次元刀で仙水に挑みかかるシーンはあるものの仙水が次元刀に対応する直接的な戦闘描写はカットされていた。
魔界統一トーナメント後のエピローグにて霊界で武装教団正聖神党が蜂起した際に駆り出された際にも使用。この時点でも「出せと言われて出せるものじゃない」と言っていたが、桑原の扱いに慣れてきた飛影が「正聖神党のテロの標的が皿屋敷町＝雪菜が巻き添えになる」とホラ（後に本当に皿屋敷町が標的だったことが判明）を吹いたらあっさり発動し、空間を切り裂いて建物内部に直接侵入するのに使われた。
霊気供給
自身の霊気を他者に供給する能力。
朱雀との戦いで生命力をも力に使ったことで心臓が止まりかけた幽助を救うために使用。桑原自身白虎との戦いでのダメージが癒えていなかったことから、蔵馬に自殺行為だと止められるが、桑原は「今、霊気を送れるのは俺しかいない」と無茶を承知で幽助に霊気供給を決行。幽助を救うが自身も気を失ってしまった。
全霊気放出
その名の通り全霊気を放出する技。劇場版『幽☆遊☆白書 冥界死闘篇 炎の絆』のみ使用。
相手の技をコピーする鏡の術を使う魔舎裏に苦戦した末に編み出した技（本人曰く「新必殺技」）であり、魔舎裏に真似されてしまうが桑原の思惑通り魔舎裏も冥気を使い果たし、根性の勝負で桑原が勝利した。

### 武器
試しの剣
鈴木が制作した剣の柄で死々若丸が扱う魔哭鳴斬剣のプロトタイプでもある闇アイテム。気を吸い取って成長する魔界の植物であるヒル杉を材料に制作し、所持者の霊気や妖気を吸い取って成長し、その所持者の気の特性や心情に応じた強靭な刀身を形成する変幻自在の妖刀。
暗黒武術会の決勝戦前に鈴木から桑原に贈られた強力なアイテムだが、副作用の恐れがある試作品。それゆえに桑原は実戦での使用は戸愚呂兄との試合に留めた。暗黒武術会の後副作用で霊力を一時的に失うが、次元刀の覚醒に繋がった。なお戸愚呂兄からは「幻海の形見」と思われていた。
アニメ版では鈴木からこの剣を受け取って説明を聞いてから恐ろしくなった桑原は試しの剣を投げ返すが、鈴木にさらなる説明を受けると共に逆に投げ返された。また、アニメ版では幽助に自慢する際「スーパー・ダイナミック・ストロング霊剣」と称していた。

## キャラクター単体商品での扱い
『幽☆遊☆白書』はアニメ放送当時から主要4人を始めとした様々なキャラクター商品を展開しているが、種類がある単体商品のラインナップでは桑原が除外された3種類（幽助・蔵馬・飛影）やコエンマを入れた4種類、または桑原のかわりに同キャラクターの別形態（妖狐蔵馬・邪眼発動時の飛影）がセレクトされることが多々である。特にフィギュアを始めとする立体物ではその傾向が顕著に現れている。
週刊少年ジャンプ40周年を記念して2008年7月下旬にバンダイ制作の「幽☆遊☆白書スイング」で人気主役キャラクターとして幽助、蔵馬、妖狐蔵馬、飛影、飛影（邪眼ver.）の5種類が発売。続編として2009年2月下旬に発売された「幽☆遊☆白書ストラップ」では前記4種類（飛影(邪眼ver.)）を除いたもの）にコエンマ、陣がラインナップされた。メインキャラの桑原を差し置いて陣が商品化されたことについてバンダイ側は「ファンリクエストが高い陣・コエンマをラインナップした」と説明している。
2012年にコトブキヤから『幽☆遊☆白書』初のPVC塗装済セルフィギュアが発売されることになったがラインナップは桑原を除いた主要キャラクター3種類であった。しかし翌年の2013年に桑原のPVC塗装済セルフィギュアの発売が決定となった。なお桑原のフィギュアの原型を担当した寒河江弘は自身のブログで「中々フィギュア化の機会に恵まれないキャラクターだと思いますのでファンの皆様は是非この機会にどうぞ宜しくお願いいたします」と自虐気味にコメントしている。